# Rouiched
 (octobre 2020).
Si vous disposez d'ouvrages ou d'articles de référence ou si vous connaissez des sites web de qualité traitant du thème abordé ici, merci de compléter l'article en donnant les références utiles à sa vérifiabilité et en les liant à la section « Notes et références ».
Rouiched de son vrai nom Ahmed Ayad, est  un acteur et humoriste algérien. Il est né le 28 avril 1921 à la Casbah d'Alger au sein d'un père originaire de village Kanis, commune Azeffoun dans la wilaya de Tizi Ouzou. Il est le demi-frère de Hadj Mrizek.

## Biographie
Rouiched est d'origine kabyle (sa famille vient de village Kanis dans la commune d'Azeffoun, Wilaya de Tizi-Ouzou). Durant l'enfance, il fait mille petits métiers pour survivre. Autodidacte, il obtient son premier rôle dans une pièce de Abdelhamid Ababsa intitulée Estardjâ yâ assi (Reviens à toi Ô inconscient). Son interprétation sauve la pièce du four. Il se lance alors dans la profession et devient animateur d'une troupe artistique. Il côtoie les grands noms de l'époque : Rachid Ksentini, Mustapha Badie, Nadjat Tounsi, Sid-Ali Fernandel, Mohamed Touri, Mustapha Kateb…
Sa conception de l'art et du théâtre lui vaut les griefs de Mahieddine Bachetarzi.
Après l'indépendance, il fait partie de la troupe du Théâtre national algérien, mais obtiendra la consécration dans le film de Mohammed Lakhdar-Hamina Hassen Terro. Il poursuit sa carrière à la télévision algérienne où il va jouer dans de nombreux sketches et téléfilms jusqu'à sa mort.
Rouiched est une très grande figure du théâtre et du cinéma comique algérien.
Il est inhumé au cimetière El Kettar.

## Filmographie

### Films
- 1966 : La Bataille d'Alger, Le rôle de l'ivrogne
- 1968 : Hassan terro, également crédité comme auteur.
- 1971 : L'Opium et le Bâton
- 1974 : L'Évasion de Hassan Terro de Mustapha Badie, également crédité comme auteur.
- 1982 : Hassan Taxi
- 1983 : L'Affiche de Djamel Fezzaz, musique de Safy Boutella
- 1986 : Médaille à Hassan
- 1989 : Hassan Niya
- 1991 : Ombres blanches

### Théâtre
- 1963 : Hassan Terro
- 1964 : El ghoula
- 1970 : Les concierges
- 1978 : Ah Ya Hassan

### Émissions
- 1953 : Eddrawchi

## Décorations
- Ahid de l'ordre du Mérite national d'Algérie.